# Oldřich Trojánek
Oldřich Trojánek, (též Ulrich Trojánek, 11. října 1897 Praha – 21. září 1918 Doss Alto) byl český voják, důstojník československých legií v Itálii během první světové války. Padl v bitvě o Doss Alto, vítězném střetu legií s rakousko-uherskou armádou, když v bezvýchodné situaci a ohrožení zajetí spáchal sebevraždu, neboť by byl jakožto Čech rakouským vojenským soudem popraven.

## Život
Narodil se v Praze. Po vychození obecné školy nastoupil ke studiu obchodní akademie. Po začátku první světové války byl odveden a zapojil se do bojů na jižní frontě proti italské armádě. Následně byl zajat, anebo zběhl, na soupeřovu stranu a zde vstoupil do formujících se jednotek československých legií v Itálii se zařazením k 33. čs. pěšího pluku. Absolvoval důstojnický kurz a v hodnosti poručíka posléze zastával pozici velitele 12. kulometné roty 33. pěšího pluku.
S plukem byl v září 1918 nasazen na výšině Doss Alto v italských Alpách. 21. září držel se svou rotou předsunuté stanoviště jednotky. Toho dne časně ráno se rakouské znepřátelené oddíly, které byly ve značné převaze, pokusily o dobytí opěrných obranných bodů, včetně stanoviště roty č. 12. Rakouský útok začal ráno kolem 4.00 h dne 21. září 1918 silnou dvouhodinovou dělostřeleckou palbou, která směřovala především do československých pozic, na kótu 703. Poté následoval útok na vrcholek Doss Alto ze severozápadního a severovýchodního postavení. Poté, co byla 12. rota nepřítelem přečíslena, pět mužů bylo zajato, zbytek pak stačil ustoupit či padl, Trojánek si uvědomil fakt, že zajetí pro něj znamená jistou smrt na popravišti, proto spáchal svým osobním revolverem na místě sebevraždu. Zahynul ve věku nedožitých 21 let.  
Pohřben byl s vojenskými poctami na armádním hřbitově sv. Václava na Malga Prato u Bocca di Navene.
Jeho hrdinský čin byl v období První republiky připomínán jako nejpozoruhodnější osobní osud v rámci bitvy u Doss Alto, nejvýznamnější bojové akce čs. legií na italském bojišti. 